# خانیمن
خانیمن، شهری در مرکز بخش کامفیروز شمالی شهرستان مرودشت در استان فارس ایران است.
این شهر دارای دو بخش قدیم و جدید است . در اواخر دوره پهلوی مردم این شهر به قسمت جدید نقل مکان کردند. تا همین چند سال قبل بخش قدیم (ده دومنی) پا برجا بود ولی متاسفانه به دلیل استفاده به عنوان زمین زراعی از بین رفته و تنها طرحی بسیار مات از آن باقی مانده است. آخرین قسمت از بین رفته قلعه سلیمان خان بود که آن هم به دلیل طمع استفاده زمین به عنوان برنجزار تخریب شد.بین بخش قدیم و جدید کانال آبی ( جو بالایی) وجود دارد که از چند روستا بالاتر بین سربست الله مرادخانی سرچشمه میگیرد. البته در بخش قدیم هم کانال آبی وجود داشته که مرز بین روستا و زمین های کشاورزی در آن زمان بوده.پلی بخش جدید(ده بالایی) و بخش قدیم (ده دومنی)را به هم متصل می نموده که معروف به پل آسیاب (پل آسیو) بوده است. حمام عمومی در قسمت پایینی پل ساخته شده که از حدود سال ۱۳۹۲ دیگر مورد استفاده قرار نگرفت.لازم به ذکر است حمام عمومی قدیمی که به سبک حمام های زندیه و قجری ساخته شده بود در این مکان وجود داشته که متاسفانه در سال ۱۳۸۸ با تصمیم اشتباه شورای شهر تخریب گشت.

## مردم
مردم این شهر عمدتا لر می باشند.

## جمعیت
این شهر در بخش کامفیروز شمالی  قرار دارد و براساس سرشماری مرکز آمار ایران در سال ۱۳۹۵، جمعیت آن۳۰۲۰ نفر (۹۱۹خانوار) بوده‌است.